# Nitakeris gigantea
Nitakeris gigantea es una especie de escarabajo longicornio del género Nitakeris, tribu, Saperdini, subfamilia Lamiinae. Fue descrita por Nonfried en 1892.

## Descripción
Mide 20-35 mm de longitud.

## Distribución
Se distribuye por África: Malaui, Mozambique, República Democrática del Congo, Sudáfrica y Tanzania.